# Ісидор (Гончар)
о. Іси́дор Гонча́р (також Ізидор, у світі Роман Володимирович Гончар; 24 червня 1945, Чепелі, Бродівський район Львівська область — 1 травня 2000, Клапая, Білозерський район, Херсонська область) — ієромонах Чину Святого Василія Великого, парох УГКЦ міста Херсон (1993–2000).

## Біографія

### Родина
•Батько — Володимир Гончар (1910—1993). Народився в с. Лошнів Теребовлянського району, Тернопільської області. 1932 року закінчив Тернопільську гімназію. 1932–1937 рр. навчався у Львівській Богословській Академії. Висвячений 2 липня 1942 року єпископом Миколаєм Чарнецьким у Львові в соборі св. Юра. Отримав парафію у селі Чепелі Бродівського району Львівської обл в церкві св. Миколая. Служіння співпало з тяжкими воєнними й повоєнними роками. Бракувало священників. Обслуговував парафіян у дев'яти навколишніх селах.
1948–1951 рр. в будинку священника проживала Софія Гачинська — українська стигматичка й візіонерка. Сім'я Гончарів стали першими свідками з'явлення стигм та візій дівчини. Родина неодноразово намагалась записати й зберегти біографічні відомості Софії, свідчення очевидців, власні спостереження.
На початку 1950-их батька почали викликали в органи КДБ. Пропонували перейти до Московського патріархату. Отець Володимир відмовився. Через це на церкву наклали великі податки. Коли священник не в силах був оплатити, церкву закрили й заборонили відправляти. Навесні 1951 року священника знову викликали й наказали за 24 години зібратися й разом із сім'єю покинути село Чепелі.
1952 року, коли родина Гончарів жила в селі Перегноїв Глинянського району, отця Володимира заарештовують та засуджують на 25 років ув'язнення. Спочатку відбував покарання на шахтах у Воркуті Республіка Комі, згодом в Угличі Ярославської області.
Відбувши покарання, повернувся й проживав на Тернопільщині. З 1977 року мешкав у місті Тернопіль в родині дочки. Після повернення шантаж, погрози й виклики до органів влади продовжувались.
16 червня 1993 року після перенесеного інсульту помер. Похований поруч із дружиною у селі Сущин Теребовлянського району Тернопільської області.
• Мати — Ольга Гончар (Кащій) (1918—1977), народилася в селі Велика Березовиця, Тернопільського району Тернопільської області. Закінчила педагогічний інститут. Працювала вчителем біології та німецької мови.
Після репресій проти чоловіка-священника змушена була поневірятися з двома дітьми по Львівській та Тернопільській областях. Влада не дозволяла жити й працювати на одному місці більше двох-трьох років.
1977 року після тяжкого інсульту померла. Похована в селі Сущин, Теребовлянського району, Тернопільської області.
• Сестра — Марія Сокирка (Гончар). Народилася 1941 року в с. Чепелі, Підкамінського району, Львівської області. 1959 року закінчила Львівське медичне училище. Працювала медсестрою. Чоловік — Степан, донька — Ольга. Проживає в м.Тернополь.
За свідченнями Марії, в родині Володимира Гончара був ще один син — Богдан. Він був молодший за сестру, помер від дифтерії у півторарічному віці.

### Роман Гончар

о. Ісидор; м. Херсон, після Св. Літургії, 1998 р.

Навчаючись у 10 класі середньої школи, Роман Гончар виставив синьо-жовтий прапор на одному з будинків міста. За цей вчинок його виключили зі школи та засудили до відбуття терміну у виправній колонії для неповнолітніх. Після звільнення Роман повернувся додому та в 1964 році закінчив школу. В 1968 році поступив на навчання у Львівський державний університет ім. І. Франка на факультет географії. З вибором спеціальності він не вагався, оскільки саме цей предмет вабив його з дитинства. Під час навчання Роман Гончар часто відвідував богослужіння в Латинській Катедрі у Львові. Навесні, коли у Львівському університеті щороку проходили Шевченківські дні, він вніс до зали український прапор. На нього зробили донос, де також згадали і про його регулярні відвідини церкви. У 1970 році Роман Гончар був відрахований з університету. Він повертається до Тернополя. Тут Роман навчався на курсах водіїв тролейбуса і, по закінченні, працював водієм на тролейбусних лініях у Тернополі. Згодом, з 1973 по 1976 рр., заочно навчався і закінчив Київський технікум міського електротранспорту. У вільний час займався кольоровою фотографією.
27 липня 1987 року приїхав до міста Золочів, де зустрівся з бр. Павлом Плетенецьким, ЧСВВ, і розповів про своє бажання вступити до монастиря. Наступного дня бр. Павло прибув до Львова і повідомив Протоігумена о. Дам'яна Богуна, ЧСВВ, про свою розмову з Романом. 2 серпня 1987 року на свято пророка Іллі Роман Гончар вступив до Василіянського Чину і прийняв монаше ім'я Ісидор. Його духовним наставником був о. Віктор Батіг, ЧСВВ. Облечини у монашу рясу відбулися в с. Малехів Львівської області 7 березня 1988 року. Перші тимчасові обіти склав 12 березня 1989 року. Будучи монахом, він продовжував займатися фотографією і друкував церковні календарі та образки. Висвячений на священника 30 квітня 1990 року в с. Малехів владикою Софроном Дмитерком, ЧСВВ. Протягом 1990–1992 рр. виконував душпастирську працю в м. Золочів Львівської області. Потім діяв при Святоонуфріївському монастирі ЧСВВ у м. Львові.

о. Ісидор (перший зліва); м. Херсон, свято Св. Володимира, 1998 р.

1993 року за власним бажанням та зі згоди Протоігумена о. Василя Мендруня, ЧСВВ, їде на південь України, в м. Херсон. Спершу він відправляв Св. Літургію в приміщенні Херсонського шахового клубу (м. Херсон, вул. Леніна, 18), згодом, коли отримав від місцевої влади усі необхідні документи на землю та будівництво, засновує Василіянський монастир Св. Володимира Великого (м. Херсон, вул. 200-річчя Херсона, 53). Крім того, о. Ісидор виконував обов'язки декана Херсонсько-Миколаївського, допомагав немічним та знедоленим, заснував 7 нових церковних громад, при монастирі Св. Володимира Великого створив бібліотеку та недільну школу «Діти Світла», надавав духовну обслугу вірним смт. Лазурне, с. Шевченкове, с. Зміївка та інших міст і сіл. Склав вічні обіти 2 лютого 1997 року у монастирі у Крехові, разом із 6 іншими василіянами.
1 травня 2000 року (на 2-й день Пасхи) на своєму автомобілі «Москвич—2141» темно-червоного кольору о. Ісидор їхав відправляти Св. Літургію в с. Шевченкове Жовтневого району Миколаївської області. На трасі Херсон-Миколаїв біля с. Клапая Білозерського району Херсонської області сталася автомобільна аварія. У результаті зіткнення двох автомобілів о. Ісидор Гончар загинув. За словами лікаря, смерть настала через 5 хвилин після зіткнення. Подружня пара, що їхала в іншому автомобілі, потрапила до реанімації. За офіційною версією міліції, автомобіль «Москвич—2141», рухаючись вгору, не втримав свою смугу при правому повороті дороги і виїхав на зустрічну. Про подружню пару відомостей мало. Але достовірно відомо, що вони вижили і, більше того, перебуваючи ще в стінах лікарні, повінчалися.
Попрощатися з о. Ісидором в м. Херсоні прийшло чимало людей, серед яких були представники різних конфесій і церков. Тіло було поховане 5 травня 2000 року в м. Золочів Львівської області. У похоронних богослужіннях, які очолив владика Іриней Білик, ЧСВВ, взяли участь Протоігумен о. Йосиф Будай, ЧСВВ, кільканадцять отців і братів, велика кількість вірних.

## Спогади про Софію Гачинську

Книга «Подих вічності», 2003 рік.

Велику роль у формуванні особистості Романа відіграла Софія Гачинська — українська стигматичка й візіонерка. Впродовж 1948–1951 рр. дівчина проживала в родині священника Володимира Гончара. Майже всі події, що траплялися з нею, відбувалися на очах Романа і його рідних. Софія жила з ними як рівноправний член сім'ї, називаючи його батьків своїми.
Дівчина одержала стигми 1949 року. На той час Марії Гончар було 8 років й ходила до 2-го класу. За її свідченнями, вона добре запам'ятала Софію й все, що з нею діялось. Роман Гончар мав 4 роки. Під час репресій сім'я втратила зв'язок із візіонеркою, згодом його поновили.
1973 року Роман написав розповідь про Софію Гачинську під назвою «Подих Вічності». Через комуністичну цензуру вона надрукована не була. Рукопис поширювався серед людей й загубився у Львові. На основі чернеток, Роман вдруге почав відтворювати усі події. Він мав бажання особисто зустрітися з очевидцями й зібрати спогади з перших вуст, але не зміг цього зробити. На той час Роман вже мав чернечі обіти. Невдовзі був висвячений на священника й відправлений на служіння до Херсону.
1998 року, за дорученням брата, Марія Скрипка (Гончар) зібрала свідчення про Софію Гачинську у безпосередніх свідків тих подій.
2002 року Олег Петрук, упорядник серії «Божі сліди», провів додаткові інтерв'ю свідків подій.
2003 року у Львові вийшла з друку книга «Подих вічності». Співавтори — о. Ісидор Гончар та Марія Сокирка.